# 新城站 (愛知縣)
- 關於南武線車站，請見「武藏新城站」。
- 關於其他「新城站」，請見「新城站」。

新城站（日语：／ Shinshiro eki */?）是位於愛知縣新城市宮之西30號，東海旅客鐵道（JR東海）的飯田線車站。車站是新城市的中心車站。
包括特急「伊那路」之內，所有定期列車均停靠此站，部分普通列車以此站為起終點站。

## 歷史
- 1898年（明治31年）4月25日 - 豐川鐵道車站啟用，並暫時成為終點站[2]。
- 1900年（明治33年）9月23日 - 豐川鐵道線延伸至大海站，成為中途站。
- 1943年（昭和18年）8月1日 - 豐川鐵道被國有化，成為飯田線的一部分[2][3]。
- 1972年（昭和47年）4月1日 - 結束貨物起卸業務[2]。
- 1984年（昭和59年）3月24日 - 新設跨線橋[4]。
- 1985年（昭和60年）3月14日 - 結束行李起卸業務[2]。
- 1987年（昭和62年）4月1日 - 伴隨國鐵分割民營化，車站由東海旅客鐵道（JR東海）營運[2][3]。

## 車站構造
車站是一座地面車站，設有1面1線的單式月台和1面2線的島式月台，可進行列車交會。各月台之間設有跨線橋連接。此站曾經設有可動式月台。
飯田線以南區間車站月台可容納6卡車廂。車站南邊設有單式月台，北邊設有島式月台。從單式月台起，月台編號為1、2、3號月台。
車站大樓位於單式月台側。大樓在1943年（昭和18年）8月竣工。此站是有人車站（但是晚間為車站職員當值），委托了業務委託車站負責。由豐川站管理此站。此站設有JR全線售票處。

### 月台

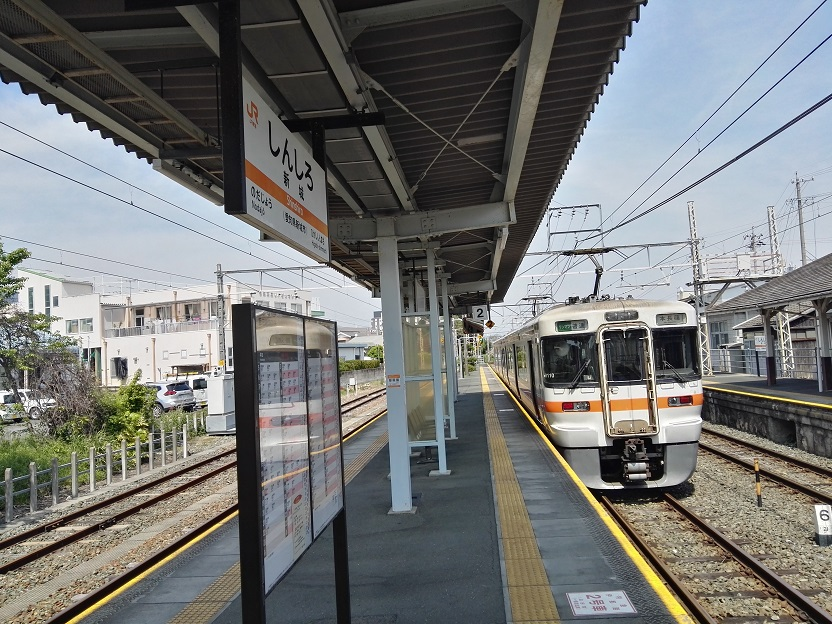
月台(2019年5月)
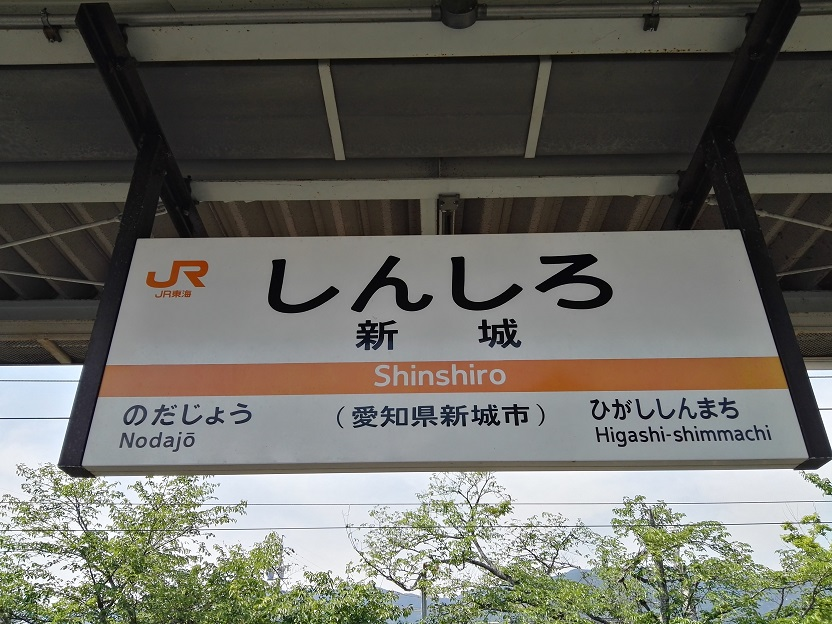
站名牌(2019年5月)

| 月台 | 路線   | 上下行 | 方向               | 備註                           |
| ---- | ------ | ------ | ------------------ | ------------------------------ |
| 1    | 飯田線 | 上行   | 豐橋方向           |                                |
| 2    | 飯田線 | 上行   | 豐橋方向           | 從此站出發的列車使用此月台     |
| 2    | 飯田線 | 下行   | 中部天龍、飯田方向 | 部分列車使用此月台             |
| 3    | 飯田線 | 上行   | 豐橋方向           | 部分從此站出發的列車使用此月台 |
| 3    | 飯田線 | 下行   | 中部天龍、飯田方向 |                                |

3號月台外側（北邊）設有1條沒有月台的路軌。
- 月台(2019年5月)
- 站名牌(2019年5月)

## 車站周邊
- 新城市政廳
- 新城郵局（日语：新城郵便局）
- 新城市立新城小學（日语：新城市立新城小学校）
- 新城稅務署（日语：税務署）
- 新城簡易裁判所（日语：新城簡易裁判所）
- 新城警署（日语：新城警察署）
- 今泉醫院
- 富永神社
- 新城市民醫院（日语：新城市民病院）
- 東海電台放送（日语：東海ラジオ放送）新城電台中斷局(1332kHz 100W)
- Piago新城店
- 國道151號（日语：国道151号）
- 國道301號
- K's電機（日语：ケーズホールディングス）新城Powerful館
- 松屋電器（日语：マツヤデンキ）新城店
- 精文館書店（日语：精文館書店）新城店

## 巴士路線
「新城站」巴士站
位於站前。設有下列2條新城市S巴士路線：
- 西部線（日语：新城市Sバス#西部線） : 從新城地區西部出發，途經川田原、稻木、新城站前、市中心，連接新城東高校（日语：愛知県立新城東高等学校）。
- 北部線（日语：新城市Sバス#北部線） : 從車站東北方的新城郵局出發，途經新城站前、市中心，連接新城地區北部的矢部、須長、淺谷、JR大海站方向。

「新城榮町、新城站口」巴士站
車站東南方300米處。由於縣道新城停車場線等站前道路比較狹窄。因此以下路線不駛入至站前：
- 新城市S巴士（作手線、中宇利線、吉川市川線）
- 豐鐵巴士（日语：豊鉄バス新城営業所）新豐線、田口新城線（連接豐橋市和設樂町田口的巴士路線）

「龜姫通」巴士站
車站西南方300米處。
- 高速巴士「山之湊號（日语：山の湊号）」
  - 於2016年7月1日開始運行。途經新東名高速、東名高速前往藤丘站、長久手古戰場站。

## 相鄰車站
東海旅客鐵道（JR東海）
 飯田線
- 特急「伊那路」停車站

■快速（只有上行班次）、■普通
野田城－新城－東新町

## 注腳
1. ↑  JR東海移動等便利化取組報告書
2. 1 2 3 4 5  『停車場変遷大事典』2、99頁
3. 1 2  曾根悟（監修）. 朝日新聞出版分冊百科編集部（編集） , 编. . 週刊 歴史でめぐる鉄道全路線 国鉄・JR (朝日新聞出版). 2009-07-26, (3): 15–17 （日语）.
4. ↑  『飯田線 1897〜1997』、63頁
5. ↑  『飯田線百年ものがたり』、83頁
6. 1 2  『中部ライン全線・全駅・全配線』第4券，34頁（配線圖）、76頁。方角的配線圖與實際地圖比較對照。
7. ↑  『タイムスリップ飯田線』，p94
8. ↑  『東海旅客鉄道20年史』、732-733頁
9. 1 2  採用車站時間表的方向資訊。詳情參見JR東海官方網站的各站時間表 （页面存档备份，存于）（截至2015年1月）。